# Max/MSP
Max is een grafische ontwerpomgeving voor muziek, video, audio en multimedia ontwikkeld vanaf het midden van de jaren 80. Het wordt voornamelijk gebruikt door artiesten, componisten, wetenschappers, docenten, studenten en softwareontwerpers.

## Omschrijving
Max is oorspronkelijk geschreven door Miller Puckette (Patcher Editor van Apple Macintosh midden jaren 80) om componisten de kans te geven op een interactieve manier muziek te creëren met de computer. In de loop der jaren is Max/MSP uitgebreid, onder meer met MIDI.
Het programma zelf (de ontwerpomgeving) is heel modulair. Het komt er voornamelijk op neer, dat men dingen combineert uit de gedeelde bibliotheek. Met andere woorden, je gebruikt bestaande modules die je dan met elkaar verbindt door middel van virtuele draadjes.
Deze bouwstenen noemt men objecten. De plek waar deze modules worden samengevoegd noemt men de patcher. Een object kan één of meerdere ingangen hebben, waar bijvoorbeeld geluid inkomt, en één of meerdere uitgangen, waar bijvoorbeeld een geluidsignaal gegenereerd wordt. Nadien wordt een uitgang van een object met de ingang van een ander object verbonden. De objecten sturen hun boodschap van de uitgang van een eerste object naar de ingang van een tweede object.
Het is ook mogelijk, deze objecten zelf te maken met behulp van C, C++, Java of JavaScript. Hierdoor wordt je zelfgemaakte applicatie nog persoonlijker. Max/MSP is dermate open dat je niet snel hetzelfde maakt als iemand anders, zowel bij het maken van een applicatie als bij het maken van een compositie.
De Max bibliotheek heeft standaard al heel wat componenten. De meeste van deze componenten zijn niet grafisch. Ze omschrijven gewoon een gedrag. Zo is metro bijvoorbeeld een metronoom en rand een object dat willekeurige getallen of een willekeurig signaal genereert. De bibliotheek bevat ook een grafisch deel. Dit omvat de knoppen, sliders, menu's en andere objecten om de patch (het programma dat met Max/MSP gemaakt is) interactief te gebruiken.
De nieuwere versies van Max/MSP voorzien zelfs realtime video en 3D. Deze versies kunnen ook matrices verwerken.
Veel mensen zijn zich er niet van bewust dat ze Max/MSP gebruiken, omdat Max/MSP-applicaties kunnen gebundeld worden in standalone-applicaties. Deze applicaties kunnen dan ook commercieel verkocht worden. Ook is het mogelijk van met Max/MSP, plug-ins te maken voor grotere (muziek-)productiesystemen.
Max/MSP heeft heel duidelijk ook tegenstanders. Veel mensen (artiesten, componisten, ...) vinden Max/MSP onbetrouwbaar.

## Live
Tegenwoordig gebruiken meer en meer artiesten computers tijdens optredens, zowel bands als elektronische liveacts als DJ's en zelfs VJ's. Door de opkomst van de laptop in de livemuziek, heeft Max/MSP nu ook enige aandacht gekregen in de wereld van de livemuziek. Zo heeft de Duitse groep Modeselektor een drum-applicatie, gemaakt met Max, die ze gebruiken tijdens hun liveset.
De bekendste applicatie die met Max/MSP gemaakt is, is waarschijnlijk de applicatie die ervoor zorgt dat de controller van de Nintendo Wii kan gebruikt worden om andere muzieksoftware te controleren als MIDI-controller.

## Bekende gebruikers
Max/MSP wordt onder meer gebruikt door Aphex Twin, Daft Punk, James Holden, Justice, Jamie Lidell, Modeselektor, Monolake, Radiohead en Merzbow.
Een van de bekendste Max/MSP-programmeurs is wellicht Jonny Greenwood, beter bekend als de gitarist van Radiohead. Hij is de man achter al de vreemde effecten die Radiohead gebruikt in hun nummers. Onderaan bevindt zich een filmpje waarbij hij een Max/MSP-applicatie gebruikt als effect over zijn gitaar.